# Kristianstads län
Kristianstads län (dansk: Christiansstad Len) var et len beliggende i den nordøstlige del af Skåne, som bestod indtil 1997, da det og Malmöhus län blev lagt sammen som Skåne län.
Kristianstad Len opstod ved byen Kristianstads grundlæggelse i 1614 og bestod da af Åhus med Villandsherred og Gøngeherred. Senere, i 1615 kom Gersherred og Hammergård til, og fra 1621 indgik også Alboherred i lenet.

## Danskelensmændi Christiansstad Len
- 1617-1618 Jens Sparre til Sparresholm.
- 1618-1627 Otte Marsvin til Dybæk.
- 1627-1629 Jørgen Knudsen Urne til Alslev.
- 1632-1639 Malte Jul til Gjesinggård.
- 1639-1642 Joakim Bek til Gladsaxe Len.
- 1642-1644 Ebbe Ulfeld til Ovesholm.
- 1644-1649 Malte Jul til Maltesholm og Gjesinggård (død 1648), enken Anne Ramel.
- 1649-1658 Henrik Lindenov til Øvidskloster.

## Svenskelandshøvdingei Kristianstads län
- 1669-1677 Magnus Durell (1617-1677).
- 1677-1679 Göran Sperling (1630-1691), generalguvernør over Skåne, Blekinge og Halland.
- 1679-1683 Georg Henrik Lybecker.
- 1680-1693 Rutger von Ascheberg (1621-1693), generalguvernør over Skåne, Halland og Bohuslän.
- 1693-1698 Otto Vellingk (1649-1708), generalguvernør over Skåne.
- 1698-1705 Carl Gustav Rehnskiöld (1651-1722), guvernør over Skåne.
- 1705-1711 Magnus Stenbock (1664-1717), guvernør over Skåne.
- 1711-1716 Jacob Burensköld (1655-1738), guvernør over Skåne.
- 1716-1717 Carl Gustaf Skytte (1647-1717), guvernør over Skåne.
- 1717-1719 Carl Gustaf Hård (1674-1744), guvernør over Skåne.
- 1719-1738 Samuel von Hylteen.
- 1739-1745 Nils Silfverskiöld.
- 1745-1761 Christian Barnekow.
- 1761-1763 Carl Axel Hugo Hamilton.
- 1763-1772 Reinhold Johan von Lingen.
- 1773-1776 Axel Löwen.
- 1776-1786 Gabriel Erik Sparre.
- 1786-1803 Carl Adam Wrangel.
- 1803-1811 Eric von Nolcken.
- 1811-1838 Axel de la Gardie.
- 1838-1851 Georg Ludvig von Rosen.
- 1852-1856 Knut Axel Posse.
- 1856-1859 Emil von Troil.
- 1860-1866 Axel Ludvig Rappe.
- 1866-1883 Axel Trolle-Wachtmeister.
- 1883-1905 Magnus de la Gardie.
- 1905-1923 Louis De Geer.
- 1923-1938 Johan Nilsson.
- 1938-1947 Alvar Elis Rodhe.
- 1947-1963 Per Westling.
- 1964-1979 Bengt Petri.
- 1979-1984 Lennart Sandgren.
- 1985-1989 Einar Larsson.
- 1990-1996 Anita Bråkenhielm.
- 1996-1997 Hans Blom.